# Ologamia
L'ologamia è un tipo di riproduzione sessuale, attraverso la quale, un individuo unicellulare, si trasforma in un gamete per fondersi con un altro individuo, anch'esso diventato gamete. Lo si ritrova nelle amebe. Un fenomeno attinente è quello dell'olocarpia dove una cellula vegetativa o tutto l'organismo unicellulare, diventa un gamete.